# International Klein Blue
International Klein Blue (IKB; en español también es común la denominación Azul Klein) es una tonalidad profunda de color azul concebida y registrada por el artista francés Yves Klein (1928-1962). El impacto visual del IKB se debe a su fuerte relación con el azul ultramar, así como a los espesores y texturas de esta pintura que Klein solía aplicar sobre sus lienzos.

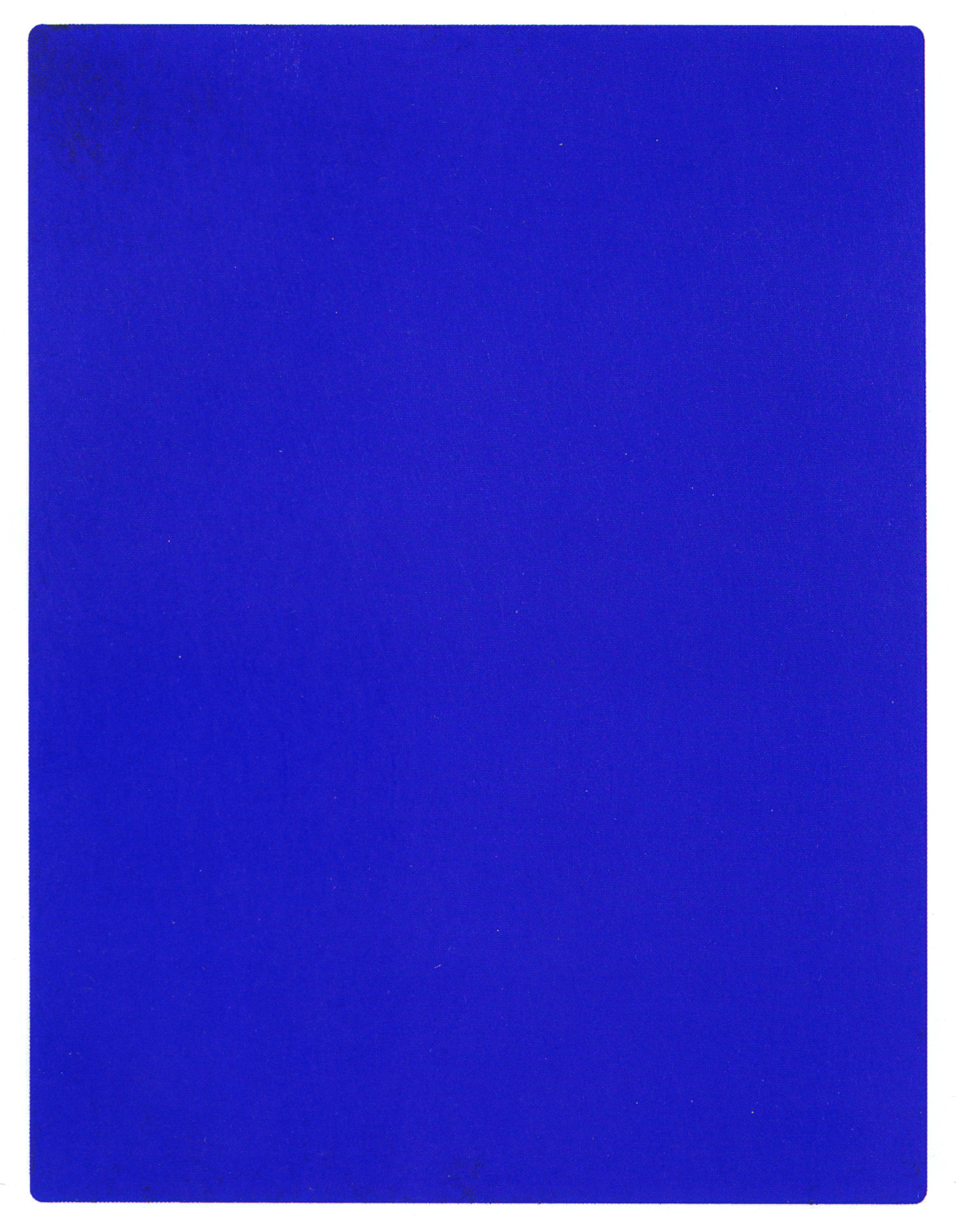
IKB 191 (1962), uno de los numerosos trabajos de Klein pintados con el color International Klein Blue

La particularidad de este pigmento está en el tono azul puro y muy intenso, sin ningún indicio de verde, morado o gris.

## Historia

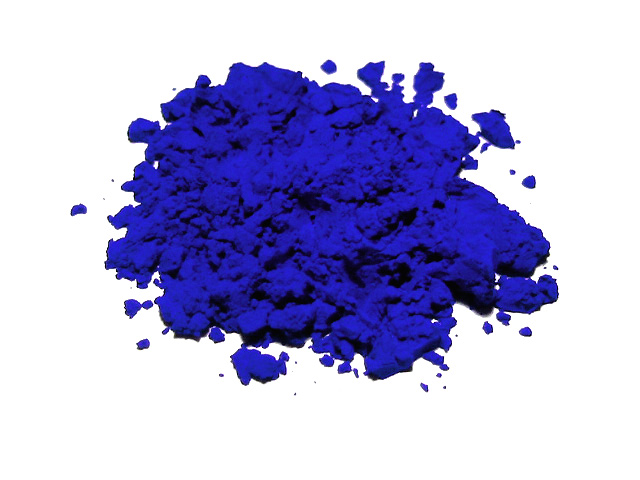
Azul ultramar sintético, similar al usado en el pigmento del IKB

El color International Klein Blue (IKB) fue desarrollado por Yves Klein en colaboración con Edouard Adam, un proveedor de pintura de arte parisino cuya tienda todavía se mantiene en el Bulevar Edgar Quinet en el barrio de Montparnasse en París. La singularidad del IKB no se deriva de su pigmento, sino del aglutinante de resina sintética mate en el que se suspende el color, y que permite que el pigmento mantenga de la mejor manera posible la mayor de sus cualidades originales: su intensidad cromática. La resina sintética usada en el aglutinante es un acetato de polivinilo desarrollado y comercializado en su momento bajo el nombre de "RHODOPAS M" o "M60A" por la compañía farmacéutica francesa Rhône-Poulenc. Adam sigue vendiendo el aglutinante bajo el nombre "Médium Adam 25".
En mayo de 1960, Klein depositó un enveloppe Soleau en el registro con la fórmula de la pintura, bajo el nombre de International Klein Blue (IKB) en el Instituto Nacional de la Propiedad Industrial de Francia (INPI), pero nunca patentó el IKB. Según la legislación francesa, un enveloppe Soleau sirve solamente para registrar la fecha de una invención, de acuerdo con el depositante, con anterioridad a cualquier solicitud de patente legal. La copia en poder del INPI fue destruida en 1965, pero la propia copia de Klein, que el INPI le entregó debidamente sellada en su momento, sigue existiendo.
En marzo de 1960, Klein patentó un método mediante el que fue capaz de distanciarse de la creación física de sus pinturas, registrando un procedimiento de decoración basado en las marcas dejadas sobre una superficie por unas modelos recubiertas de pintura, cuyos movimientos dirigía.

## Utilización en la obra de Yves Klein
Aunque Klein había trabajado con azul extensamente en su carrera anterior, no fue hasta 1958 cuando lo utilizó como el componente central de una pieza (convirtiendo el color en sí mismo de forma efectiva en una técnica). Klein se embarcó en una serie de obras monocromáticas utilizando IKB como tema central. En estas performances artísticas, Klein componía sus pinturas utilizando las marcas dejadas por modelos desnudas con sus cuerpos totalmente impregnados de pintura, a las que hacía caminar, enrollarse y estirarse sobre lienzos en blanco, así como lienzos de un solo color más convencionales. Seis de sus esculturas ejecutadas en IKB se exponen en el Musiktheater im Revier de Gelsenkirchen, Alemania.

## International Klein Blue en la cultura

### Arte
- El artista croata Anto Jerković se inspiró en Yves Klein y sus monocromas.

### Educación
- El actor ganador de un Premio Óscar Eddie Redmayne escribió su disertación sobre el IKB cuando estudió Historia del Arte en el Trinity College, Cambridge.[6]

### Literatura
- En la novela de 2010 Zero History de William Gibson, el personaje Hubertus Bigend tiene un traje hecho con material de IKB. En la novela el personaje comenta que lleva este traje porque la intensidad del color con frecuencia hace que otras personas se sientan incómodas, y porque se divierte con la dificultad de reproducir el color en un monitor de ordenador.

### Música
- Yves Klein Blue, una banda de rock australiana, toma su nombre del color.
- En 1982 la banda de rock danés Kliché lanzó un instrumental titulado Internacional Klein Blue.
- International Klein Blue es el color utilizado por Blue Man Group.[7]

### Televisión
- El episodio 14 de la segunda temporada de la serie Mike Tyson Mysteries se titula "Yves Klein Blues": el excampeón de boxeo pretende utilizar el color en su chándal de verano.[8]

## Color HTML equivalente
El color Websafe equivalente, de forma que es reconocido correctamente por la mayoría de sistemas web, tiene los parámetros siguientes:
- HEX =#0033CC
- RGB = 0,51,204
- CMYK= 100,75,0,20
- HSV = 225,100,80